# Pessimismo dell'intelligenza, ottimismo della volontà

Ritratto di Antonio Gramsci con traduzione sostanziale del motto in lingua portoghese

Pessimismo dell'intelligenza, ottimismo della volontà è un motto reso celebre da Antonio Gramsci.

## Negli scritti di Gramsci
In un editoriale pubblicato su "L'Ordine Nuovo" nell'aprile 1920, Gramsci attribuisce il motto a Romain Rolland:
Il motto viene ripetuto in un corsivo dello stesso giornale, nel luglio 1920:
Il motto ritorna a chiusura di un articolo del marzo 1921, in cui Gramsci commenta sfavorevolmente l'esito del quinto congresso della CGdL.
Nel dicembre 1929, mentre è detenuto nel carcere di Turi, Gramsci scrive al fratello Carlo una lettera in cui espone il significato morale del motto, mediante il confronto fra il proprio stato d'animo e quello che egli ritiene essere lo stato d'animo di un altro dei fratelli Gramsci, Gennaro, detto Nannaro:
Nel primo dei Quaderni del carcere, in una nota databile fra il maggio 1929 e il maggio 1930, Gramsci scrive:
Il motto ritorna in chiusura di una breve nota del quaderno 9, databile fra l'aprile-maggio 1932 e il settembre dello stesso anno:
Nella lettera a Tatiana Schucht del 29 maggio 1933, Gramsci, riaffermando la propria volontà di "non arrendersi", constata tuttavia che tale suo atteggiamento non è sufficiente a garantirgli la sopravvivenza fisica: 

## Origine
In una relazione ad un convegno, pubblicata nel 1973, il filologo Mazzino Montinari sostenne di aver individuato l'origine della «formula» che Gramsci aveva ripreso da Romain Rolland. 
Secondo Montinari, Romain Rolland doveva aver letto tale formula in un libro di memorie della scrittrice Malwida von Meysenbug, della quale lo stesso Rolland era stato amico e collaboratore. Nel passo citato da Montinari, la von Meysenbug rievoca un episodio del suo soggiorno a Sorrento, durante l'inverno 1876-77, assieme a Friedrich Nietzsche:
Nel 1975 Valentino Gerratana (curatore dell'edizione critica dei Quaderni), seguendo al riguardo il parere di Alfonso Leonetti, ritenne possibile che la frase si trovasse effettivamente nelle opere di Rolland, ma affermò: «non è stato finora ritrovato il luogo esatto in cui Romain Rolland avrebbe usata questa formula». Anche Gerratana indica come «probabile fonte di ispirazione» per Romain Rolland la citazione da Burckhardt riportata nel libro di Malwida von Meysenbug: «Pessimismus der Weltanschauung und Optimismus des Temperaments». Gerratana, tuttavia, aggiunge che «formule simili a quella gramsciana si trovano anche in scritti di Francesco Saverio Nitti e di Benoît Malon».
Nel 1994 Frank Rosengarten, nel pubblicare l'edizione inglese delle Lettere dal carcere, ha individuato l'articolo di Romain Rolland da cui Gramsci trasse la citazione: si tratta della recensione al volume di Raymond Lefebvre, Le sacrifice d’Abraham, pubblicata su "L’Humanité", 19 Marzo 1920, poche settimane prima dell'articolo nel quale Gramsci la usa per la prima volta.